# Arcidiocesi di Rusio
L'arcidiocesi di Rusio (in latino Archidioecesis Rhusiensis) è una sede soppressa e sede titolare della Chiesa cattolica.

## Storia
Rusio, antica città della Grecia, posta sulla costa della Tracia, sul Mare Egeo, e corrispondente allo scomparso villaggio di Rusköy, 6 chilometri a sud-est della città turca di Keşan nel distretto omonimo, è un'antica sede arcivescovile autocefala della provincia romana di Rodope nella diocesi civile di Tracia e nel patriarcato di Costantinopoli.
Rusio è menzionata per la prima volta nelle Notitiae episcopatuum del patriarcato di Costantinopoli all'inizio del X secolo. Nelle Notitiae precedenti (VII/IX secolo), la diocesi appare come suffraganea dell'arcidiocesi di Traianopoli con il nome di Peros (per Toperos), antico nome dell'abitato secondo il Synecdemus di Ierocle Grammatico.
Sono diversi i prelati conosciuti di questa sede. Al concilio di Efeso del 431 partecipò Luciano, episcopus Toperi Thraciae. Nei concili di Costantinopoli dell'869-870 e dell'879-880, che trattarono del patriarca Fozio, presero parte rispettivamente gli arcivescovi Giovanni e Trifone. Il vescovo Eutimio è menzionato in una lettera di Areta di Cesarea a Gregorio di Efeso, come esempio di coraggio quando nel 923 non fuggì di fronte all'avanzata dei Bulgari. Leone e Teofilatto presero parte a sinodi patriarcali rispettivamente nel 1030 e nel 1072, mentre ad altri sinodi nel 1067 e nel 1101 gli arcivescovi di Rusio si sottoscrissero anonimamente. Nel corso del XI secolo Rusio fu elevata ad arcidiocesi metropolitana ed ebbe questo rango nella gerarchia bizantina fino al XIV secolo.
Con le conquiste crociate, a partire dal 1204, le sedi bizantine furono sottomesse al patriarcato latino di Costantinopoli, in alcuni casi stravolgendo l'organizzazione ecclesiastica bizantina. Secondo le indicazioni riportate dal Provinciale romanum, la sede di Rusio (menzionata nelle fonti come dioecesis Russionensis o Russoniensis) divenne suffraganea dell'arcidiocesi di Verissa.
Nel 1285 la metropolia bizantina fu unita alla metropolia di Cipsela.
A partire dal XIV secolo la Santa Sede ha assegnato il titolo vescovile Russionensis, fino alla seconda metà del XVI secolo. Tra XVII e XVII secolo nelle bolle pontificie si trova in due casi il titolo vescovile Rosmensis, che Eubel identifica con quello Russionensis. Infine, dal 1930 Rusio (Rhusiensis) è annoverata tra le sedi arcivescovili titolari della Chiesa cattolica; la sede è vacante dal 7 marzo 1971.

## Cronotassi

### Arcivescovi greci
- Luciano † (menzionato nel 431)
- Giovanni † (menzionato nell'869)
- Trifone † (menzionato nell'879)
- Eutimio † (menzionato nel 923)
- Leone † (menzionato nel 1030)
- Anonimo † (menzionato nel 1067)
- Teofilatto † (menzionato nel 1072)
- Anonimo † (menzionato nel 1101)
- Hilarion † (menzionato nel 1250)
- Anonimo † (menzionato nel 1315 e nel 1319)
- Anonimo † (menzionato nel 1340)
- Theodulos † (prima del 1341 - dopo il 1355)
- Anonimo † (menzionato nel 1356)
- Anonimo † (menzionato nel 1365)

### Vescovi titolariRussionensis
- Joannes †
- Jean Gautier † (5 ottobre 1382 - ?)
- Henricus †
- Heinrich Ringwirt, O.F.M. † (5 ottobre 1382 - ?)
- András † (29 aprile 1437 - ? deceduto)
- György † (20 maggio 1465 - ? deceduto)
- György † (16 giugno 1488  - ? deceduto)
- Istvan Harztovuyeza † (7 novembre 1498 - 1505 deceduto)
- Etienne † (29 maggio 1504 - 1519 deceduto)
- Jean Rebous (de Pleuros), O.F.M. † (12 dicembre 1519 - )
- Ambrósio Brandão, O.S.A. † (23 dicembre 1519 - 15 gennaio 1559 deceduto)
- Paulus Zandinus † (11 febbraio 1536 - )
- Jacques Meutravee, O.F.M. † (24 settembre 1543 - )
- Miklós Don † (3 ottobre 1571 - )

### Vescovi titolariRosmensis
- Marcin Załuski † (13 agosto 1696 - 2 maggio 1710 deceduto)
- Johann Matthias von Eyss † (10 marzo 1710 - 25 novembre 1729 deceduto)

### Arcivescovi titolariRhusiensis
- Pellegrino Luigi Mondaini, O.F.M. † (11 agosto 1930 - 19 dicembre 1934 deceduto)
- Johannes de Jong † (3 agosto 1935 - 6 febbraio 1936 nominato arcivescovo di Utrecht)
- Rémy-Louis Leprêtre, O.F.M. † (18 marzo 1936 - 10 gennaio 1961 deceduto)
- Alberto Castelli † (19 gennaio 1961 - 7 marzo 1971 deceduto)